# Ramlewo
Ramlewo [ramˈlɛvɔ] (deutsch Ramelow) ist ein Dorf in der Woiwodschaft Westpommern in Polen. Es gehört zur Gmina Gościno (Stadt- und Landgemeinde Groß Jestin) im Powiat Kołobrzeski (Kolberger Kreis).

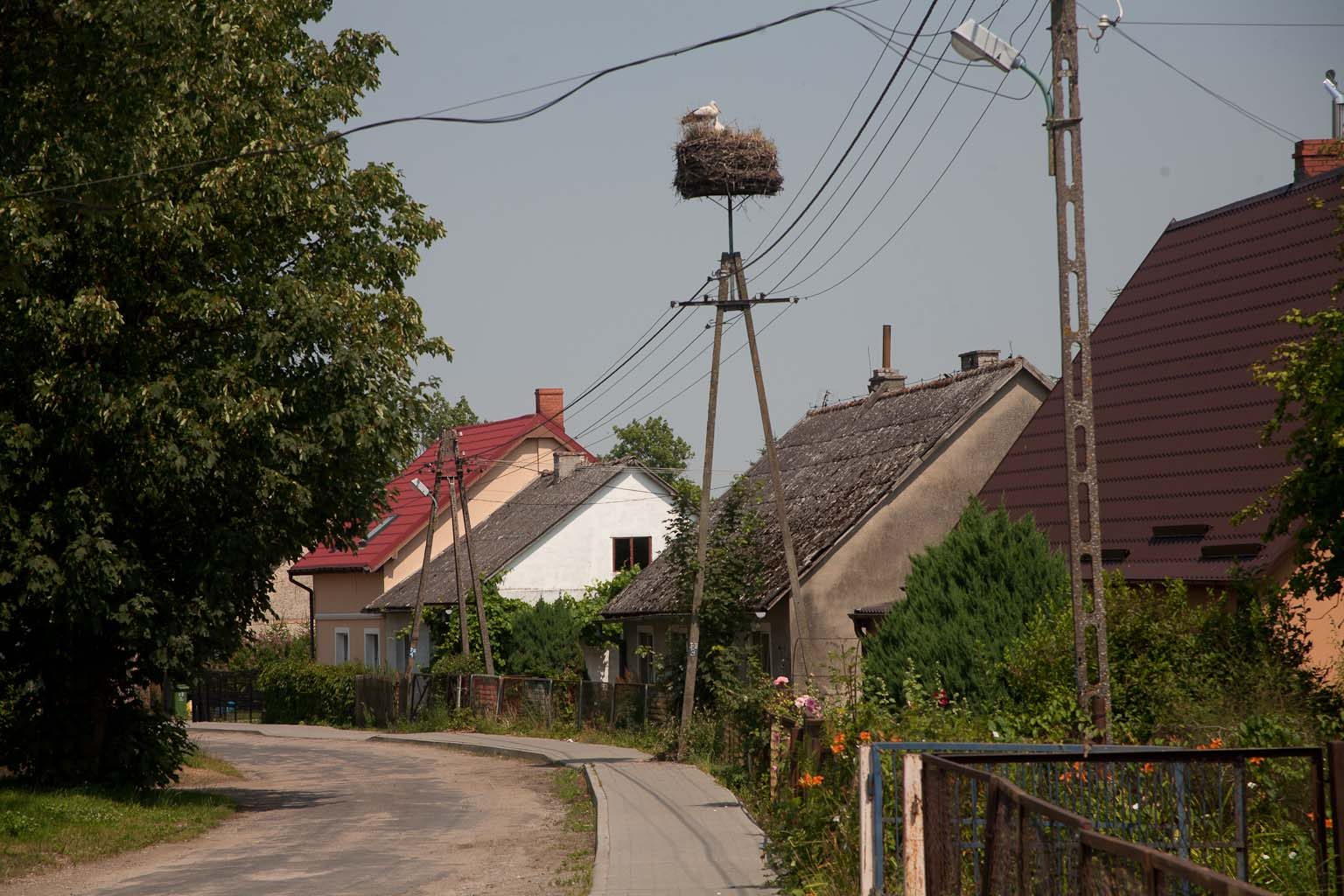
Ortsbild mit Storchennest (Aufnahme von 2014)

## Geographische Lage
Das Dorf liegt in Hinterpommern, etwa 23 Kilometer südlich von Kołobrzeg (Kolberg) und 95 Kilometer nordöstlich von Stettin.
Die nächsten Nachbarorte sind im Nordwesten Wartkowo (Wartekow), im Norden Robuń (Rabuhn), im Nordosten Gościnko (Klein Jestin), im Osten Domacyno (Dumzin), im Süden Rokosowo (Rogzow) und im Südwesten Słowenkowo (Neugasthof). Am nördlichen Ortsrand verläuft in West-Ost-Richtung die Landesstraße 6, deren Verlauf hier der ehemaligen Reichsstraße 2 entspricht.

## Geschichte
In der heimatkundlichen Literatur wird angenommen, dass der Ort in einer Beziehung zu der bereits im 13. Jahrhundert genannten adligen Familie Ramel stand. Möglicherweise wurde der Ortsname aus dem Familiennamen abgeleitet.
Der Ort wurde aber erstmals im Jahre 1322 urkundlich erwähnt, bereits unter dem Namen „Ramelow“. Diese Urkunden sind der Widerhall eines wohl dramatischen Geschehens: Zwei Brüder aus der adligen Familie Blankenburg besaßen die Güter und das Schloss Ramelow als Lehnsleute der Bischöfe von Cammin. In der ersten Urkunde erklären die pommerschen Herzöge Otto I. und Wartislaw IV., dass die Blankenburgs das Lehen wegen ihres Verhaltens gegenüber dem Bischof verloren hätten, und es an Bischof und Domkapitel von Cammin zurückgefallen sei. In einer zweiten Urkunde verspricht Herzog Otto I., dem Bischof bei der Zerstörung des Schlosses Ramelow zu helfen. Aber offenbar gelang es dem Bischof, das Schloss unzerstört in seinen Besitz zu bringen. Denn nach einer Urkunde vom 24. Oktober 1322 sollten die Blankenburgs dem Bischof eine Entschädigung zahlen und dafür das Schloss Ramelow zurück erhalten. Ob es dazu gekommen ist, ist nicht überliefert.
Später war Ramelow im Besitz der adligen Familie Adebahr, zuletzt um 1530 im Besitz von Caspar Adebahr. Danach folgten Angehörige der Familien von Güntersberg und wiederum von Blankenburg im Besitz von Ramelow, das wohl zeitweise in mehrere Anteile geteilt war. Auf der Lubinschen Karte des Herzogtums Pommern von 1618 ist Ramelow eingetragen. In Ludwig Wilhelm Brüggemanns Beschreibung des Herzogtums Vor- und Hinterpommern (1784) ist Ramelow unter den adligen Gütern des Fürstentums Cammin aufgeführt. Damals gab es hier zwei Vorwerke, zwei Schäfereien, einen an der Poststraße nach Körlin neu angelegten Ackerhof (Neu Ramelow, bereits vor 1816 wieder aufgegeben), sieben Bauern, von denen einer zwei Höfe besaß, zwei Kossäten, einen Krug und eine Pfarrkirche, an der ein Prediger und ein Küster tätig waren. Insgesamt gab es in Ramelow 22 Haushaltungen („Feuerstellen“). Ramelow war damals als Lehen der Familie Blankenburg im Besitz von Henning Dionysius Ludwig von Blankenburg.
Während der Franzosenzeit konnte der Besitzer Ramelow nicht mehr halten, so dass es meistbietend versteigert wurde. Nach zwei Besitzwechseln kam Ramelow 1845 an einen Wilhelm Flügge, der es in das Niedergut Ramelow und das Obergut Ramelow aufteilte. Das Niedergut bewirtschaftete er selbst, das Obergut verkaufte er an seinen Schwiegersohn Alexander Andrae, der Mitglied der Zweiten Kammer des Preußischen Landtags wurde. Doch bereits einige Jahre später verkaufte Andrae das Obergut an seinen Schwager und kaufte sich stattdessen im Jahre 1851 das Rittergut Roman mit Buchwald.
1835 wurde die spätere  Reichsstraße 2 gerade durch die Gemarkung Ramelow geführt. Im 19. Jahrhundert bestanden zunächst der Gutsbezirk Ramelow und die Landgemeinde Ramelow nebeneinander. Nach der Teilung des Gutes Ramelow wurde dann auch der politische Gutsbezirk Ramelow geteilt. Im Jahre 1905 umfasste die Landgemeinde Ramelow 282 Hektar Land, der Gutsbezirk Ramelow Niedergut 435 Hektar Land und der Gutsbezirk Ramelow Obergut 558 Hektar Land. Mit der Auflösung der Gutsbezirke in Preußen wurden 1929 die Gutsbezirke in die Landgemeinde Ramelow eingegliedert.
In der ersten Hälfte des 19. Jahrhunderts wurde das Vorwerk Ramelow angelegt, das etwa 2 Kilometer westlich des Ortes lag. Im 19. Jahrhundert wurden außerhalb des Ortskerns einige Ausbauten gegründet: Gleich westlich des Ortes Büchenberg, südlich des Ortes Emmenthal, Rollborn und Meisegau. Im Jahre 1895 erhielt Ramelow Bahnanschluss an der Strecke Groß Jestin–Stolzenberg der Kolberger Kleinbahn. Die Station lag etwa zwei Kilometer westlich des Ortes, nahe beim Vorwerk Ramelow.
Niedergut und Obergut blieben bis 1945 getrennt. Letzter Besitzer von Niedergut Ramelow war ein Wilhelm Dilger, der gegen Ende des Zweiten Weltkriegs im April 1945 durch die Sowjetmacht erschossen wurde. Letzte Besitzerin von Obergut Ramelow war Emmy von Knobelsdorff-Brenkenhoff.
Bis 1945 bildete Ramelow eine Gemeinde im Landkreis Kolberg-Körlin der Provinz Pommern. In der Gemeinde bestanden neben Ramelow selbst die Wohnplätze Büchenberg, Emmenthal, Meisegau, Rollborn und Vorwerk Ramelow.
1945 kam Ramelow, wie ganz Hinterpommern, an Polen. Die Bevölkerung wurde vertrieben. Der Ortsname wurde als „Ramlewo“ polonisiert. Der Ort liegt heute in der Gmina Gościno (Stadt- und Landgemeinde Groß Jestin) im Powiat Kołobrzeski (Kolberger Kreis). Er bildet ein eigenes Schulzenamt, in dem neben dem Dorf noch der Wohnplatz Sikorzyce (Meisegau) geführt wird.

## Entwicklung der Einwohnerzahlen
- 1816: 173 Einwohner[4]
- 1855: 434 Einwohner[4]
- 1864: 471 Einwohner[4]
- 1885: 510 Einwohner, davon 194 in der Landgemeinde Ramelow, 117 im Gutsbezirk Ramelow Niedergut und 199 im Gutsbezirk Ramelow Obergut[4]
- 1895: 550 Einwohner, davon 198 in der Landgemeinde Ramelow, 151 im Gutsbezirk Ramelow Niedergut und 201 im Gutsbezirk Ramelow Obergut[4]
- 1905: 527 Einwohner, davon 204 in der Landgemeinde Ramelow, 143 im Gutsbezirk Ramelow Niedergut und 180 im Gutsbezirk Ramelow Obergut[4]
- 1925: 539 Einwohner, davon 193 in der Landgemeinde Ramelow, 165 im Gutsbezirk Ramelow Niedergut und 181 im Gutsbezirk Ramelow Obergut[4]
- 1933: 453 Einwohner[4]
- 1939: 402 Einwohner[4]
- 2017: 253 Einwohner[1]

## Söhne und Töchter des Ortes
- Hans Andrae (1849–1926), deutscher Jurist, Präsident des Kieler Landgerichts

## Gutshaus Niedergut
Das Gutshaus im ehemaligen Niedergut von der Wende vom 19. zum 20. Jahrhundert ist ein fantasievoller Bau mit Elementen der Neorenaissance, aber auch mit Erkern und Türmchen. :106

## Gutshaus Obergut
Das zweigeschossige Gutshaus im Obergut  trägt ein recht flaches Dach mit verzierter Traufe und Rundbogenfenstern im Mittelgiebel.:108